# Sport de raquette
Un sport de raquette est un sport où les participants utilisent des raquettes, qui servent à renvoyer vers l'adversaire un objet, le plus souvent une balle.
En règle générale, ces sports utilisent le principe du duel et les adversaires se renvoient un objet à l'intérieur des limites d'un terrain. Il existe des variations sur l'objet renvoyé, comme le badminton où un volant remplace la balle. D'autres sports se rapprochent des jeux de raquettes, comme la balle au tambourin où le tambourin remplace la raquette ; certains sports anciens se jouent à main nue, tel initialement le jeu de paume dont la plupart des sports de raquette actuels sont plus ou moins dérivés.

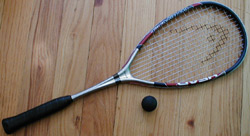
Une raquette et une balle de squash.

Speed-ball.

## Historique
Les sports de raquette ont comme ancêtre commun le jeu de paume, inventé en France au XIIIe siècle, qui se jouait à l'origine à mains nues, puis avec des gants. Vers la fin du XVe siècle les gants sont renforcés avec une sorte de cordage, puis apparaissent des battoirs en bois. La première mention d'une raquette date du début du XVIe siècle. Les premières raquettes avaient un long manche et un cordage en boyau de mouton, pesaient environ 400 grammes et mesuraient 65 centimètres. Au XVIe siècle, le jeu de paume devient le « jeu des rois », et François Ier, Henri II, Charles IX et Henri IV le pratiquent souvent. Les Anglais jouaient au jeu de paume avec des raquettes et, vers 1850, ils inventent le jeu de rackets qui se joue en 15 points à plusieurs contre un mur et avec des raquettes, mais ce jeu passe de mode ; il réapparaît en 1924 sous le nom de squash. Le badminton apparaît en 1873 et l'histoire du tennis commence l’année suivante, en 1874, avec le major Walter Clopton Wingfield qui en codifie les règles. C'est vers 1890 qu’apparaît le tennis de table. Les autres sports de raquette sont codifiés par la suite à partir du début du XXe siècle.

## Caractéristiques
Les sports de raquette font partie des activités qui contribuent à améliorer l'endurance cardiovasculaire. Ils ont comme caractéristiques communes de demander une acuité visuelle dynamique, une bonne perception de la profondeur, une perception périphérique du mouvement et une bonne coordination générale ainsi que le sens de l'anticipation.

## Principaux sports de raquette

### Sports olympiques

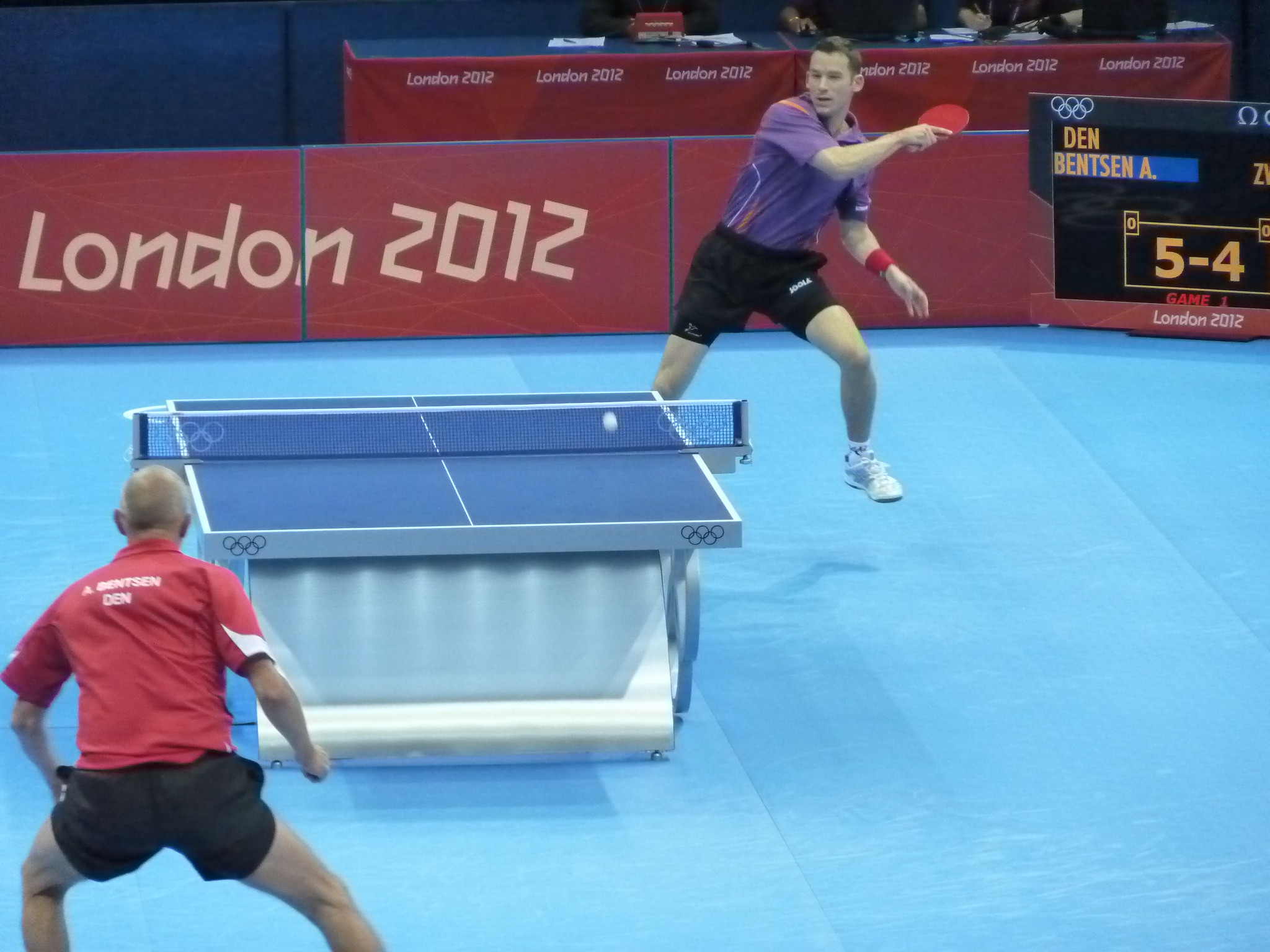
Tennis de table aux Jeux olympiques 2012.

- Badminton
- Tennis
- Tennis de table

### Sports non olympiques
- Beach ball
- Beach tennis
- Jeu de paume
- Jeu de raquettes
- Padel
- Racketlon
- Racquetball
- Speed-ball

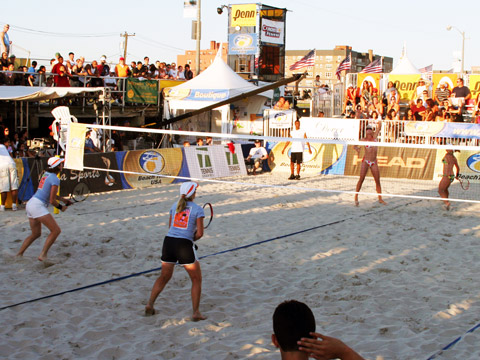
Compétition de beach tennis près de New-York.

- Speed Badminton ou Speedminton et son équivalent nocturne le Blackminton
- Squash
- Tennis léger (Pickleball)
- Touchtennis

## Variantes
- Balle au tambourin

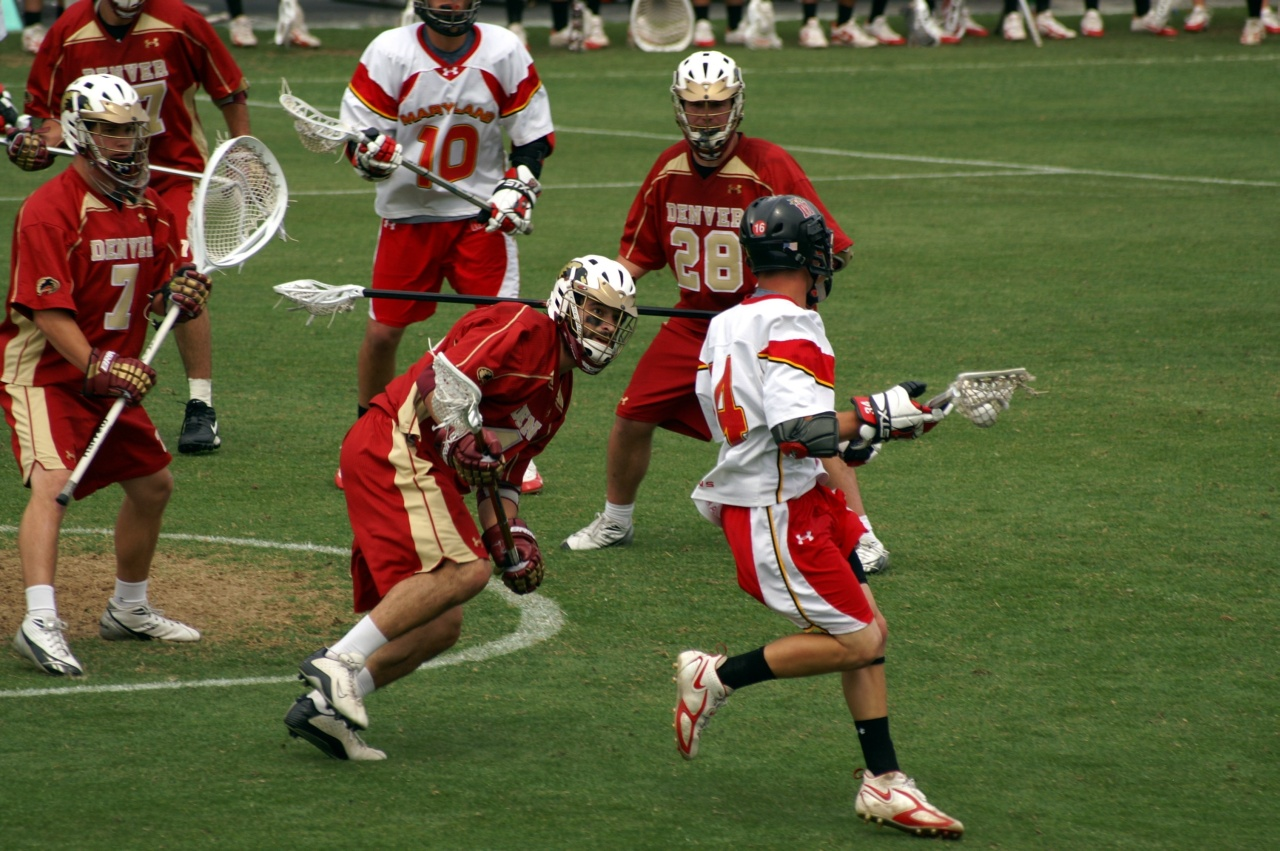
Rencontre de Crosse entre Denver et Maryland.

- Crosse au champ (Lacrosse au Canada et aux États-Unis, La crosse au champ est au programme des Jeux olympiques d'été de 1904 à Saint-Louis et 1908 à Londres )
- Crosse en enclos (Lacrosse au Canada et aux États-Unis)
- Pelote basque
- Jokari
- Frescobol
- Ultimate ping